# Haussignémont
Haussignémont is een gemeente in het Franse departement Marne (regio Grand Est) en telt 242 inwoners (2004). De plaats maakt deel uit van het arrondissement Vitry-le-François.

## Geografie
De oppervlakte van Haussignémont bedraagt 2,8 km², de bevolkingsdichtheid is 86,4 inwoners per km².
De onderstaande kaart toont de ligging van Haussignémont met de belangrijkste infrastructuur en aangrenzende gemeenten.

## Demografie
Onderstaande figuur toont het verloop van het inwonertal (bron: INSEE-tellingen).